# Månekratere
Dette er en liste over månekratere. Den altovervejende del af kraterne på Månen er nedslagskratere. Nomenklaturen for månekraterne er reguleret af den Internationale Astronomiske Union, IAU, og listen indeholder kun kratere, som er officielt anerkendt af denne organisation.

## Kratere
Månekraterne er listet i de følgende underlister. Hvor et krater har status som et satellitkrater til et andet krater, findes den detaljerede beskrivelse af det i artiklen om hovedkrateret.
| A B C D E F G H I J K L M N O P Q R S T U V W X Y Z Å |